# Nick McGlynn
Nicholas McGlynn, detto Nick (Stoughton, 6 ottobre 1996), è un cestista statunitense.